# Armenia
L'Armenia (in armeno Հայաստան?, Hayastan), ufficialmente Repubblica di Armenia (in armeno Հայաստանի Հանրապետություն?, Hayastani Hanrapetut’yun), è uno Stato dell'Asia occidentale, situato nel Caucaso meridionale; la capitale è Erevan.
Da un punto di vista storico-culturale, è strettamente legato all'Europa ed è un membro associato del Consiglio d'Europa. L'Armenia confina con la Turchia a ovest, la Georgia a nord, l'Azerbaigian a est, l'Iran e l'exclave azera di Naxçıvan a sud. È quindi uno Stato senza sbocco al mare.

## Etimologia del nome
Il nome originario del paese era Hayq, divenuto poi Hayastan, traducibile come "la terra di Haik" (stan è un tipico suffisso persiano che indica un territorio). Secondo la leggenda, Haik era un discendente di Noè (figlio di Togarmah, nato da Gomer, a sua volta nato dal figlio di Noè, Jafet) e, secondo la tradizione ebraico-cristiana, antenato di tutti gli armeni. Haik si stabilì ai piedi del monte Ararat, partì poi per assistere alla costruzione della Torre di Babele e, una volta ritornato, sconfisse il re assiro Nimrod presso il lago di Van, nell'attuale Turchia.
Il termine Armenia fu coniato dai popoli confinanti a partire dal nome della tribù più potente presente nel territorio (gli armeni, appunto) e deriva da Armenak (o Aram), un discendente di Haik e un grande condottiero del popolo armeno. Fonti precristiane riportano invece la derivazione dal termine Nairi (cioè "terra dei fiumi"), che è l'antico nome della regione montuosa del paese e che viene utilizzato sia da alcuni storici greci sia dall'iscrizione di Bisotun, ritrovata in Iran e risalente al 521 a.C.

## Storia

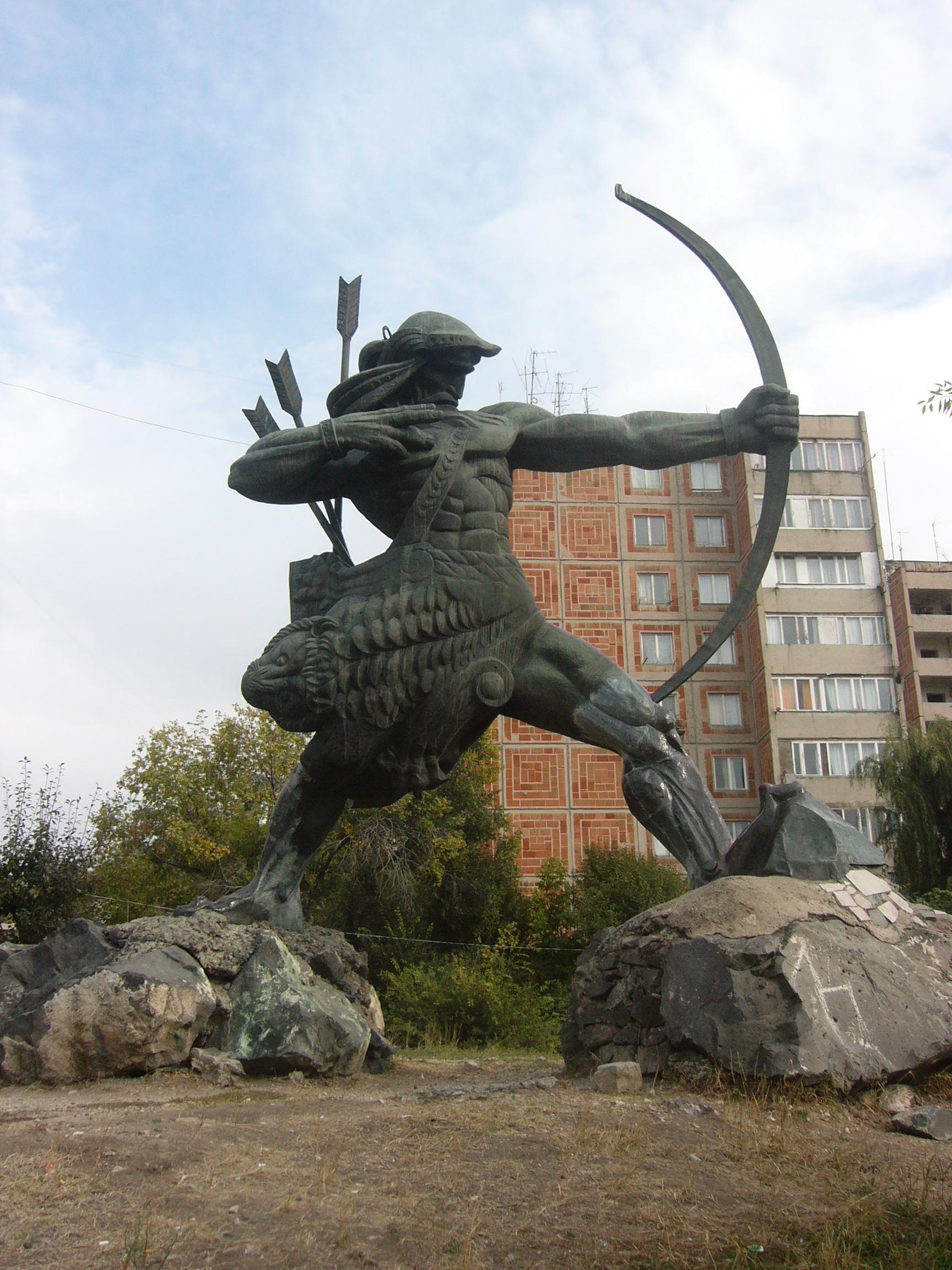
Haik, fondatore della nazione armena, statua a Erevan, Armenia.

Secoli dopo i conflitti con la civiltà degli Ittiti, il primo impero armeno fu la civiltà di Urartu, che fiorì nel Caucaso e nell'Asia Minore orientale tra l'800 a.C. e il 600 a.C. Nel I secolo a.C., durante il regno di Tigrane II d'Armenia, l'Armenia costituiva un impero regionale che si estendeva dalle coste del mar Nero al mar Caspio e a quelle del Mediterraneo, ma nel 66 a.C. venne sconfitta dai Romani guidati da Pompeo; da quella data fu per secoli una delle poste in gioco prima fra Romani e Parti e poi fra Bizantini e Sasanidi.
Nel 301 l'Armenia fu il primo stato al mondo ad adottare il Cristianesimo come religione di Stato, precedendo così di alcuni decenni l'Impero romano, dove anzi missionari armeni si recarono a diffondere il cristianesimo: in particolare, ricerche del 2019 portano a ritenere San Mercuriale, primo vescovo di Forlì, proprio di origine armena.
Con Gregorio Illuminatore fu istituita la Chiesa apostolica armena, che si separò dalle altre chiese cristiane dopo il Concilio di Calcedonia del 451. Con il succedersi delle dinastie e delle occupazioni di Parti, Romani, Arabi (dal 645), Mongoli e Persiani, lo stato armeno fu notevolmente indebolito.
Quando l'Armenia fu di nuovo un regno indipendente (884-1045), visse un rinascimento culturale, politico ed economico. Venne fondata una nuova capitale, Ani, ora in Turchia. Con la costruzione di Ani, l'Armenia divenne una popolosa e prospera nazione che ebbe influenza politica sulle nazioni vicine. Sebbene la nativa dinastia dei Bagratidi, alla quale gli Arabi avevano affidato la corona d'Armenia, si trovasse in circostanze favorevoli, il sistema feudale indebolì gradualmente il paese erodendo il sentimento di lealtà nei confronti del governo centrale.
Nel 1071, dopo la sconfitta di Bisanzio da parte dei Turchi Selgiuchidi guidati da Alp Arslan nella battaglia di Manzicerta, anche l'Armenia Maggiore venne conquistata. Migliaia di famiglie cristiane, guidate da un familiare dell'ultimo re di Ani, lasciarono l'Armenia e si insediarono in terre straniere, come la Cilicia. La situazione diede ai Curdi l'opportunità di espandersi nel territorio dell'Armenia in Anatolia. Dal 1080 al 1375, il centro politico della nazione armena si spostò verso sud, come Regno armeno di Cilicia, con i suoi stretti legami con gli Stati crociati, primo fra tutti la contea di Edessa, per i comuni interessi anti-bizantini e anti-islamici; finché i Mamelucchi d'Egitto non lo conquistarono.
Nel 1454, un anno dopo la conquista di Costantinopoli da parte di Maometto II, l'impero ottomano e la Persia dominata dai Safavidi si spartirono la regione. Il Sultano invitò l'arcivescovo armeno a stabilire un patriarcato a Costantinopoli. Gli armeni di Costantinopoli divennero una componente rispettabile della società ottomana, mentre gli altri armeni subivano le angherie dei vari pascià e bey e pagavano esosi tributi imposti dalle tribù curde.
Tra il 1813 e il 1828 il territorio che corrisponde all'attuale Armenia (i khanati di Erevan e Karabakh) furono temporaneamente annessi all'Impero russo. In seguito alle guerre Russo-Turche (1828-1829) l'Impero ottomano cedette una parte del territorio armeno all'Impero Russo. Nel XIX e XX secolo le ambizioni della Russia di penetrare nel territorio armeno erano legate all'obiettivo di trovare uno sbocco sul Mar Mediterraneo. Nonostante le riforme di Abdülmecid I nel 1839, la situazione degli armeni ottomani cominciò a peggiorare (Massacri hamidiani del 1895-96) rendendo gli armeni sempre più filo-russi e infidi per gli ottomani.
Negli ultimi anni dell'Impero ottomano (1915-1923), molti armeni residenti nell'Anatolia orientale (che erano perciò chiamati dai loro connazionali "armeni occidentali") furono sterminati in quello che è stato successivamente definito il "genocidio armeno". Secondo le stime, le vittime oscillavano fra 200 000 e 1 800 000 persone. Il genocidio viene commemorato dagli armeni di tutto il mondo il 24 aprile.
Nel corso della rivoluzione russa, nel settembre 1917 si tenne la convenzione di Tiflis (Tbilisi), in cui si elesse un Consiglio Nazionale Armeno. Tuttavia, la firma del patto russo-ottomano del 1º gennaio 1918 permise a Wehib Pascià di attaccare la nuova Repubblica Federale Democratica Transcaucasica, cui dal 28 maggio succedette la Prima Repubblica di Armenia (o "Prima Repubblica Armena"), con l'appoggio di irregolari curdi e successivamente dei Tatari dell'Azerbaigian. Benché l'Armenia occidentale fosse riconosciuta come parte della Repubblica di Armenia nel Trattato di Sèvres (10 agosto 1920), la sconfitta militare contro i Turchi (Trattato di Alexandropol, il 2 dicembre 1920) e la successiva invasione da parte delle truppe bolsceviche russe (29 novembre - 4 dicembre 1920) costrinsero il 4 marzo 1922 l'Armenia ad entrare a far parte della Repubblica Transcaucasica, una delle repubbliche dell'Unione Sovietica, la quale l'11 settembre firmò il Trattato di Kars, con cui cedeva alla Turchia ulteriori territori armeni. Solo nel 1936 fu costituita la Repubblica Socialista Sovietica Armena.
Nel 1988, la parte settentrionale del Paese fu sconvolta da un violentissimo terremoto.
L'Armenia dichiarò la sua indipendenza dall'Unione Sovietica il 21 settembre 1991. Negli ultimi decenni il paese è stato impegnato in un lungo conflitto con l'Azerbaigian per il controllo del Nagorno Karabakh, un'exclave armena in territorio azero che fu assegnata al governo di Baku da Stalin. I due stati si sono affrontati nel 1988 per il controllo dell'enclave, conflitto che è esploso a seguito dell'indipendenza di entrambi i paesi avutasi con la dissoluzione dell'URSS (1991). Nel maggio 1994, con la proclamazione del cessate il fuoco, le autorità armene controllavano non solo l'intero Nagorno Karabakh ma anche alcune adiacenti porzioni di territorio al di fuori degli originari confini dell'oblast. Le economie di entrambi gli stati hanno sofferto a causa della guerra del 2020, soprattutto per via dei reciproci blocchi commerciali. In seguito l'Armenia ha subito ulteriori conseguenze negative a causa dell'offensiva azera nel Nagorno Karabakh del 2023, che ha portato alla fine dell'esistenza dello Stato a riconoscimento limitato autoproclamato della Repubblica dell'Artsakh (sostenuta nei precedenti conflitti dall'Armenia).

## Geografia

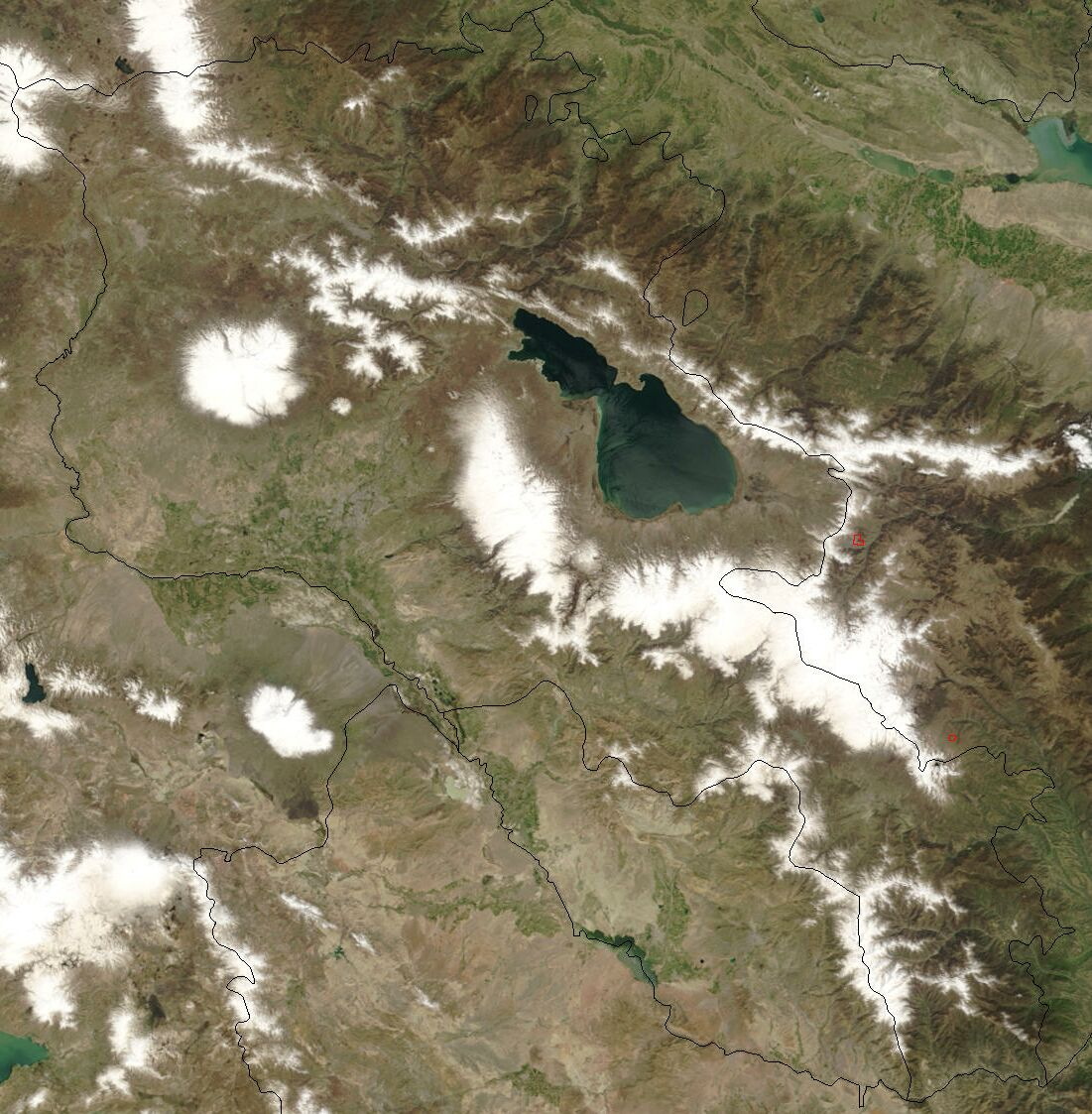
Immagine da satellite dell'Armenia occidentale (foto NASA, USA)

Dal punto di vista geografico l'Armenia è situata nel continente asiatico (Asia occidentale), ma spesso lo stato armeno viene compreso tra gli stati europei, in ragione di considerazioni di tipo storico-culturale.

### Morfologia
L'Armenia è un territorio prevalentemente montuoso, senza sbocchi sul mare, ricco di vulcani spenti, risultato di un sollevamento della crosta terrestre venticinque milioni di anni fa che ha creato l'altopiano armeno e la catena del Caucaso Minore che si estende dal nord dell'Armenia verso sud-est, tra il lago Sevan e l'Azerbaigian, fino al confine con l'Iran.

### Rischio sismico
L'Armenia si trova nel cuore di un'area ad alto rischio sismico. La regione è infatti sottoposta alla forte e costante pressione della placca tettonica della Penisola arabica già staccata dal continente africano e che continua a “premere” verso nord-est, scontrandosi con la placca eurasiatica. La subduzione e la collisione, che sono all'opera da milioni di anni, sono responsabili dell'esteso vulcanismo che caratterizza l'area. Sono stati mappati più di 500 vulcani quaternari; la maggior parte sono vulcani monogenici ma molti sono stratovulcani, incluso l'Ararat, simbolo del paese ma appena al di fuori del territorio armeno. Sono state documentate diverse eruzioni preistoriche e storiche e l'attività tettonica non si è fermata come dimostrano i frequenti terremoti, l'ultimo dei quali uccise tra le venticinquemila e le trentamila persone il 7 dicembre 1988, in particolare distruggendo le città di Spitak e Leninakan, e devastando Gyumri, la seconda città del paese.

### Idrografia
L'Armenia è ricca di acque dolci, solo il lago Sevan ne contiene 33,2 km³. Il lago Sevan, ad un'altezza di circa 1900 m s.l.m. è di gran lunga il più esteso del paese, essendo il secondo, il lago Arpi, esteso appena l'1,75% rispetto al primo. Dal lago Sevan nasce l'Hrazdan che attraversa la capitale Erevan al centro del paese per sfociare nell'Aras, al confine con la Turchia, il fiume più lungo del paese (158 km in territorio armeno), che raccoglie anche le acque dell'Akhurian, il secondo fiume per lunghezza, per formare un'ampia valle pianeggiante condivisa tra Armenia, Turchia e più a valle Iran e Azerbaigian. Più a sud si trovano il fiume Vorotan, anch'esso affluente dell'Aras in territorio azero.
Il fiume Aras indica il confine con la Turchia.
Sul versante opposto, in una stretta gola a nord, scorre il Debed, sulla via per la Georgia, nel punto più basso del paese.

### Clima
Il clima è di tipo continentale e dato che le catene montuose fermano le influenze del mar Mediterraneo e del Mar Nero comprende estati calde e inverni freddi; le precipitazioni variano molto da zona a zona: lungo le rive del fiume Aras, la zona più arida del paese, superano raramente i 300 mm, mentre alle altitudini più elevate raggiungono gli 800 mm l'anno.

## Società
La popolazione secondo i dati relativi al luglio 2005 era di 2 982 904 abitanti, con un'età media di circa 33 anni e un tasso di crescita del -0.25%; l'Armenia è il secondo paese più densamente popolato dell'ex-Unione Sovietica con 101 ab/km². Tuttavia, la popolazione è fortemente in declino. Una delle cause principali di questo fenomeno è rappresentata dall'emigrazione, uno dei problemi più gravi che il paese si è trovato ad affrontare sin dal crollo dell'URSS. A peggiorare la situazione contribuisce un tasso di natalità piuttosto basso che rende negative le previsioni di lungo periodo. Negli ultimi anni la tendenza pare tuttavia essersi modificato, per via dei molti armeni tornati in patria dalla diaspora e del graduale miglioramento dell'economia che ha portato ad un leggero incremento naturale della popolazione.

### Demografia

Andamento della popolazione dell'Armenia dal 1949 al 2010

### Etnie
| Gruppo etnico | censimento 19261 | censimento 19261 | censimento 19392 | censimento 19392 | censimento 19593 | censimento 19593 | censimento 19704 | censimento 19704 | censimento 19795 | censimento 19795 | censimento 19896 | censimento 19896 | censimento 20017 | censimento 20017 | censimento 20118 | censimento 20118 |
| Gruppo etnico | Numero           | %                | Numero           | %                | Numero           | %                | Numero           | %                | Numero           | %                | Numero           | %                | Numero           | %                | Numero           | %                |
| --- | ---------------- | ---------------- | ---------------- | ---------------- | ---------------- | ---------------- | ---------------- | ---------------- | ---------------- | ---------------- | ---------------- | ---------------- | ---------------- | ---------------- | ---------------- | ---------------- |
| Armeni | 743 571          | 84,5             | 1 061 997        | 82,8             | 1 551 610        | 88,0             | 2 208 327        | 88,6             | 2 724 975        | 89,7             | 3 083 616        | 93,3             | 3 145 354        | 97,9             | 2 961 801        | 98,1             |
| Yazidi | 12 237           | 1,4              | 20 481           | 1,6              | 25 627           | 1,5              | 37 486           | 1,5              | 50 822           | 1,7              | 56 127           | 1,7              | 40 620           | 1,3              | 35 308           | 1,2              |
| Curdi | 2 973            | 0,3              | 20 481           | 1,6              | 25 627           | 1,5              | 37 486           | 1,5              | 50 822           | 1,7              | 56 127           | 1,7              | 1 519            | 0,0              | 2 162            | 0,1              |
| Russi | 19 548           | 2,2              | 51 464           | 4,0              | 56 464           | 3,2              | 66 108           | 2,7              | 70 336           | 2,3              | 51 555           | 1,6              | 14 660           | 0,5              | 11 911           | 0,4              |
| Assiri | 2 215            | 0,3              | 3 280            | 0,3              | 4 326            | 0,2              | 5 544            | 0,2              | 6 183            | 0,2              | 5 963            | 0,2              | 3 409            | 0,1              | 2 769            | 0,1              |
| Ucraini | 2 286            | 0,3              | 5 496            | 0,4              | 5 593            | 0,3              | 8 390            | 0,3              | 8 900            | 0,3              | 8 341            | 0,3              | 1 633            | 0,1              | 1 176            | 0,0              |
| Greci | 2 980            | 0,3              | 4 181            | 0,3              | 4 976            | 0,3              | 5 690            | 0,2              | 5 653            | 0,2              | 4 650            | 0,1              | 1 176            | 0,0              | 900              | 0,0              |
| Georgiani | 274              | 0,0              | 652              | 0,1              | 816              | 0,0              | 1 439            | 0,1              | 1 314            | 0,0              | 1 364            | 0,0              | 694              | 0,0              | 617              | 0,0              |
| Azeri | 76 870           | 8,7              | 130 896          | 10,2             | 107 748          | 6,1              | 148 189          | 5,9              | 160 841          | 5,3              | 84 860           | 2,6              | 29               | 0,0              |                  |                  |
| Ebrei | 335              | 0,0              | 512              | 0,0              | 1 024            | 0,1              | 1 047            | 0,0              | 959              | 0,0              | 720              | 0,0              | 109              | 0,0              | 127              | 0,0              |
| Altri | 18 001           | 2,0              | 3 379            | 0,3              | 4 864            | 0,3              | 9 653            | 0,4              | 7 276            | 0,2              | 7 580            | 0,2              | 3 808            | 0,1              | 1 983            | 0,1              |
| Totale | 880 464          | 880 464          | 1 282 338        | 1 282 338        | 1 763 048        | 1 763 048        | 2 491 873        | 2 491 873        | 3 037 259        | 3 037 259        | 3 304 776        | 3 304 776        | 3 213 011        | 3 213 011        | 3 018 854        | 3 018 854        |
| 1 Fonte: . 2 Fonte: . 3 Fonte: . 4 Fonte: . 5 Fonte: . 6 Fonte: . 7 Fonte: docs.armstat.am, https://web.archive.org/web/20100602023627/http://docs.armstat.am/census/pdfs/51.pdf (archiviato dall'url originale il 2 giugno 2010). 8 Fonte: . |                  |                  |                  |                  |                  |                  |                  |                  |                  |                  |                  |                  |                  |                  |                  |                  |

La popolazione è composta per la maggior parte di armeni che costituiscono (censimento del 2001) il 97,9% della popolazione; il resto comprende curdi (1,3%), russi (0,5%) e altri gruppi presenti in percentuali molto basse (assiri, ucraini, greci ed altri ancora). La popolazione curda appartiene principalmente al gruppo religioso degli yazidi. L'Armenia ospita solo parte della popolazione armena. Alcune stime contano 8 milioni di armeni residenti all'estero, originari perlopiù del Medio Oriente, contro i meno di 3 milioni di abitanti dell'Armenia.

### Lingue
Nel paese si parla la lingua armena nella variante dell'orientale, diffuso anche nella comunità armena dell'Iran. Nel paese sono diffuse diverse minoranze linguistiche e gran parte della popolazione armena parla come seconda lingua il russo. L'armeno è la lingua ufficiale del paese secondo l'art. 20 della Costituzione, ed è parlato come prima lingua dalla maggior parte della sua popolazione.
Le altre lingue minoritarie comprendono il kurmancî (o curdo settentrionale) parlato dalla minoranza yazida, l'assiro, il greco e il russo.

### Religioni
L'Armenia è un paese a maggioranza cristiana. La Chiesa armena vanta una tradizione antichissima, che risale al III secolo d.C. (l'Armenia è considerata la prima nazione al mondo ad aver adottato, nel 301, il cristianesimo come religione ufficiale). La Chiesa apostolica armena professa un cristianesimo di tipo miafisita, orientale, e non esattamente in linea con le tesi conclusive del Concilio di Calcedonia. Fortemente conservatrice e ritualistica, la Chiesa armena è per questo vicina a quella copta, a quella ortodossa siriaca e a quella Ortodossa in generale. Esistono poi piccole minoranze di protestanti evangelici, di cattolici (i quali fanno riferimento alla Chiesa armeno-cattolica, il cui centro spirituale è Bzoummar, in Libano) e di praticanti gli antichissimi culti tradizionali. 
Gli Yazidi, che vivono nella zona occidentale del paese, praticano una particolare religione nota come "yazidismo". I curdi e gli azeri che un tempo vivevano nel paese praticavano l'Islam; tuttavia molti di essi hanno abbandonato l'Armenia in seguito al conflitto con l'Azerbaigian. Dal canto suo, a causa della guerra l'Armenia ha ricevuto numerosi profughi armeni in fuga dall'Azerbaigian. Numericamente i cristiani ortodossi armeni rappresentano il 93% della popolazione, il 2% appartiene ad altre confessioni e lo yazidismo è praticato dall'1%. Il restante 4% dichiara di non seguire alcun culto religioso.

## Cultura

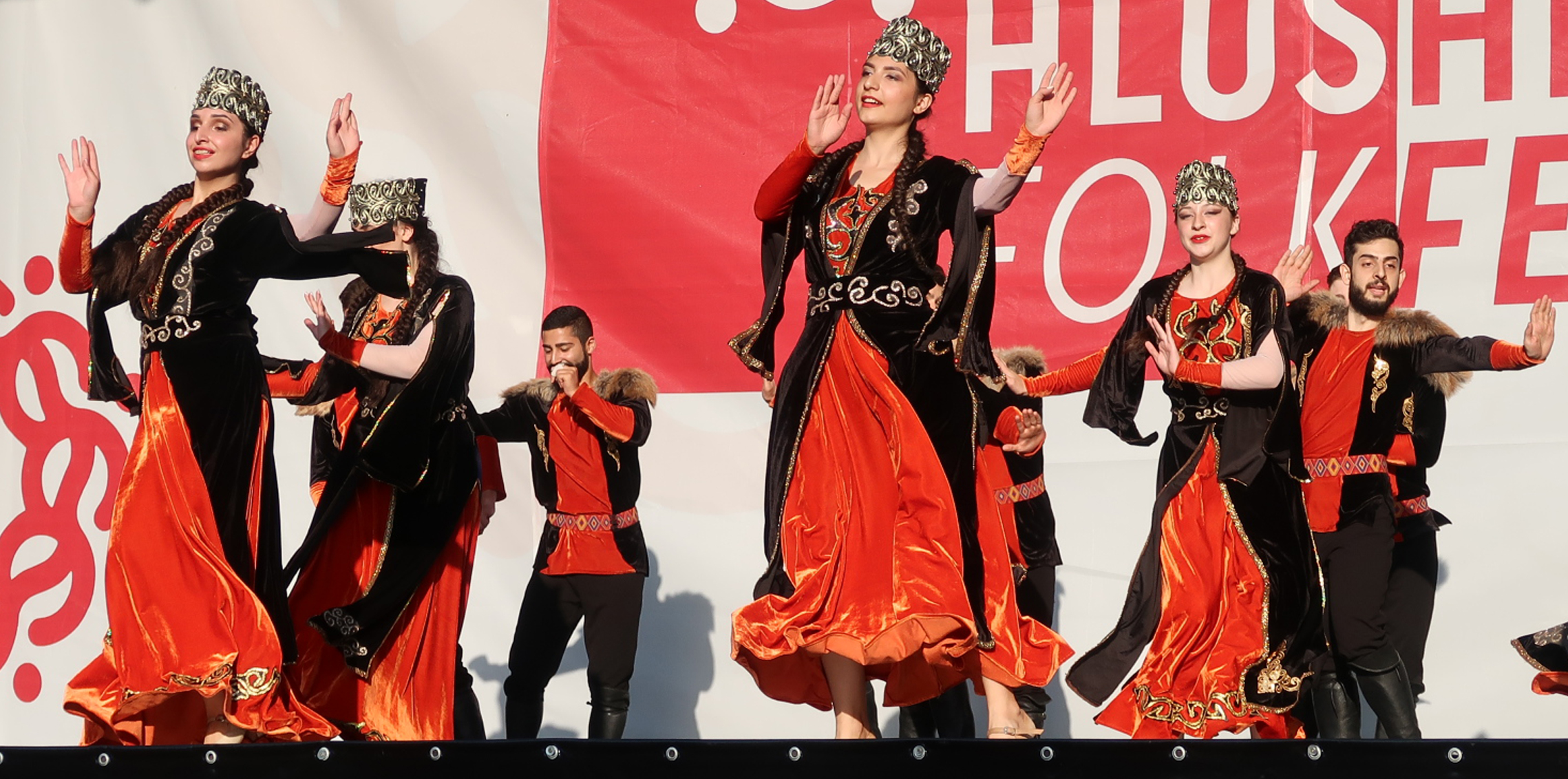
Ballerini armeni.

### Mitologia
La mitologia armena nel corso del tempo si è arricchita acquisendo così miti e credenze della mitologia ittita, iraniana e greca.

### Letteratura

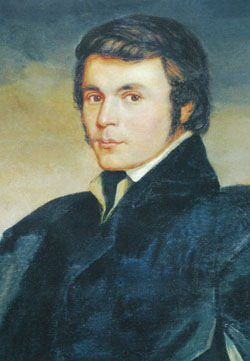
Khačatur Abovjan, tra i fondatori della letteratura armena moderna.

La letteratura scritta nacque nel V secolo d.C. sospinta dalla cultura cristiana, in sostituzione di quella tradizione orale già diffusa da almeno dieci secoli.
I padri della letteratura armena furono Mastots e Sahak il Grande, fondatori dell'Accademia denominata Scuola dei Traduttori, che si accostò alla letteratura religiosa greca. Tramandato oralmente intorno al XI secolo (ma trascritto solo nel 1873) è il poema epico nazionale armeno I temerari di Sassun, cui protagonista è il mitico Davide di Sassun. 
Se nei secoli seguenti si impose il carattere storiografico assieme agli argomenti religiosi, ben rappresentati dalla poetessa Sahakduxt, intorno al XII secolo rifiorì una letteratura popolare, basata su tematiche amorose, morali e religiose. Nel Settecento si diffuse la cultura letteraria Mechitarista, basata sulla congregazione del monaco Mechitar e legata alla cultura greca.
Nel XIX secolo spicca Khačatur Abovjan, tra i fondatori della letteratura armena moderna. Negli ultimi due secoli, gli scrittori armeni hanno descritto la realtà della drammatica storia del popolo, e tra di essi si annovera il poeta e patriota Hovhannes Tumanjan e i poeti e intellettuali della diaspora Arsciak Ciobanian e Hrand Nazariantz, nonché Antonia Arslan. Nel XX secolo si afferma anche la figura dello scrittore armeno-statunitense William Saroyan.

### Arte

#### Arte figurativa
Le più antiche tracce di elementi artistici, per così dire proto-armeni risalgono al III millennio a.C., e già nel II millennio la lavorazione dei metalli raggiunse un buon livello tecnico, come hanno attestato i reperti rintracciati nei pressi di Kirovakan: coppe d'oro con raffigurazioni di animali, boccali d'argento, braccialetti e armi. Al I millennio, appartengono invece vasi con bassorilievi, statue monolitiche di notevole altezza raffiguranti animali e soprattutto il pesce, simbolo della fecondità.
L'arte armena subì una forte influenza ellenistica, nel periodo che intercorre fra il III secolo a.C. e il III secolo d.C., durante il quale fiorì la scultura di statue rappresentanti divinità, di cui è un pregevole esempio la testa della dea Anahit. L'arte armena attese il Medioevo per creare una fisionomia più originale, che si manifestò attraverso monumenti funerari e decorazioni architettoniche; tra gli esempi più tipici di arte armena, di questo periodo, vanno ricordate le "pietre-croci", dette katchkar.
Anche la pittura visse una fase di espansione, come dimostrano i numerosi affreschi e mosaici contenuti nelle chiese. Dal XV secolo si svilupparono scuole di pitture culminate con quella della famosa famiglia Hovnatanyan, che operò dal XVII al XIX secolo. Negli ultimi due secoli l'arte armena ha risentito dell'influenza degli indirizzi dell'arte russa e sovietica.

#### Architettura
Poche tracce sono restate dell'architettura proto-cristiana e quindi il primo periodo fertile documentabile risale al VII secolo, con la costruzione di molte chiese e la presenza di elementi che precorrono l'architettura medioevale, come il gusto del verticale, del dinamismo, della smaterializzazione degli spazi interni. In questo periodo vennero costruite le chiese longitudinali a cupola, a pianta centrale, a perimetro rettangolare, a pianta quadriconca, che mostrano soluzioni talvolta in anticipo rispetto all'Occidente. 
Le costruzioni sono state erette, soprattutto, grazie alla pietra vulcanica, lavorata con molta accuratezza all'esterno. Non mancano le decorazioni scultoree alle pareti, così come le soluzioni innovative esemplificate dall'uso dei tamburi, decorati da finestre per reggere le cupole, che anticipò il gusto bizantino, oppure l'uso particolare delle arcate cieche che anticipò l'architettura romanica. Già nel 1925, Aleksandr Tamanian disegnò i piani urbanistici di molte città armene come Leninakan (oggi Gyumri), Nor bayazet (ora Gavar) o Etchmiadzin nel 1927. Ma Tamanian è meglio conosciuto e famoso per la sua trasformazione della capitale, Erevan, con Nikoghayos Buniatian, in uno stile tipicamente neo-armeno. Anna Ter-Avetikian, la prima armena ad esercitare la professione di architetto, ha lavorato con loro.

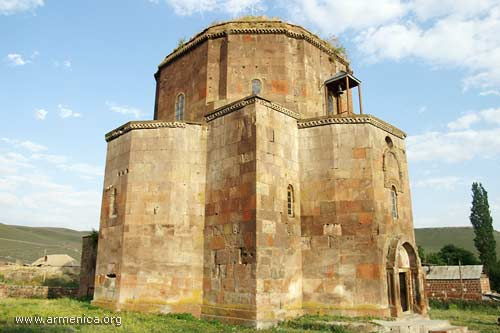
Chiesa di San Giovanni, a Mastara, del V secolo.
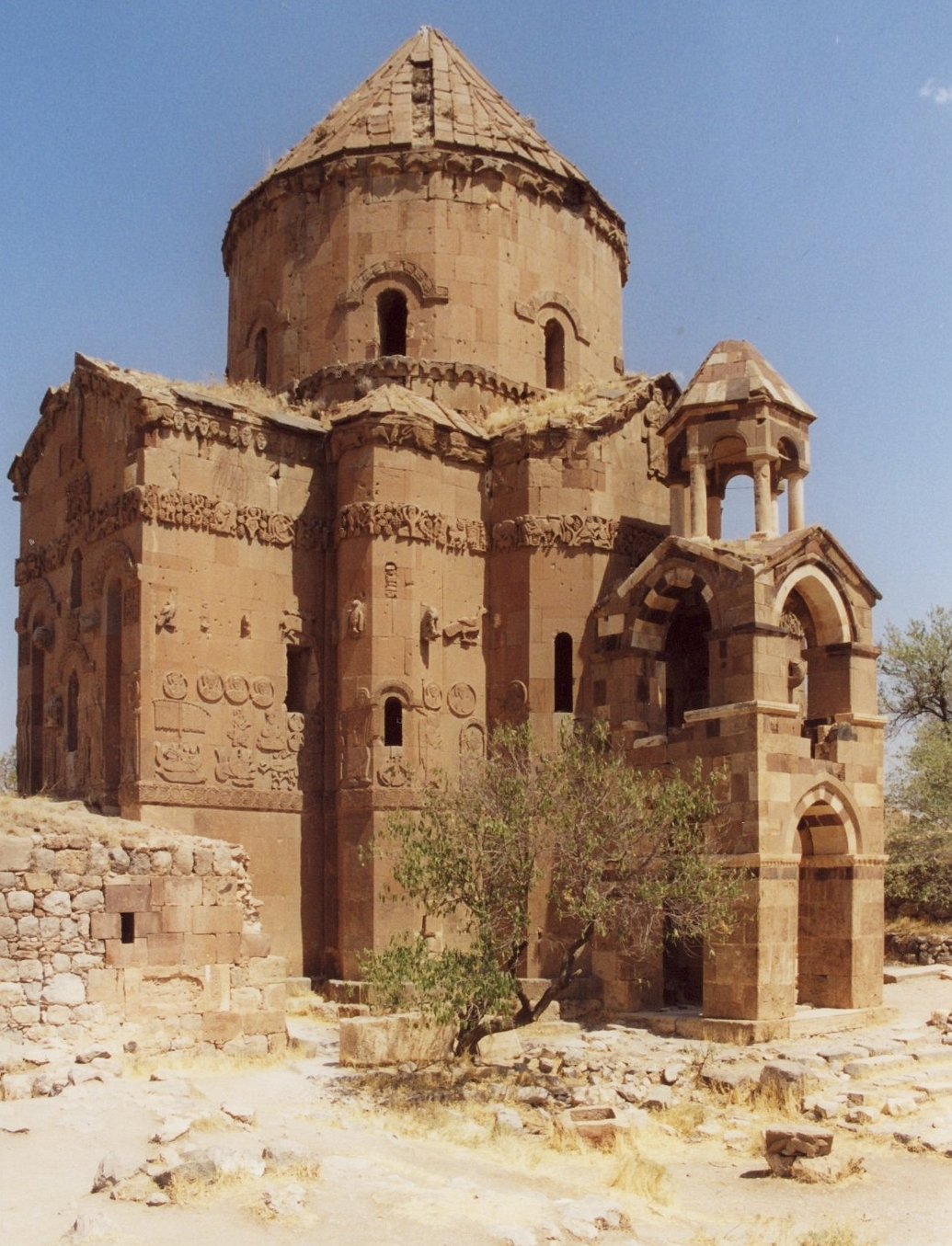
Chiesa di Aghtamar del X secolo.
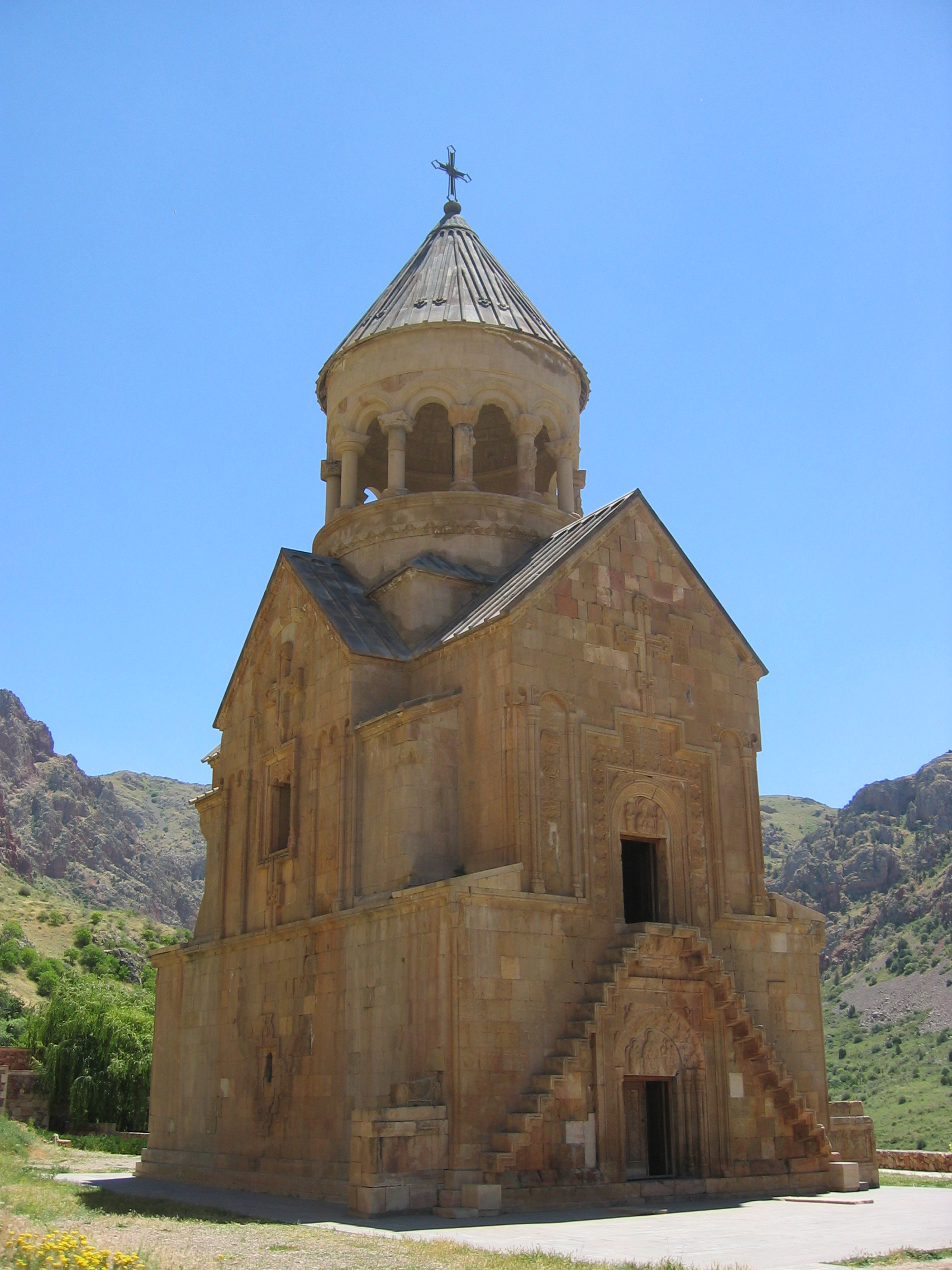
Chiesa di Sourp Astvatsatsin del XIV secolo
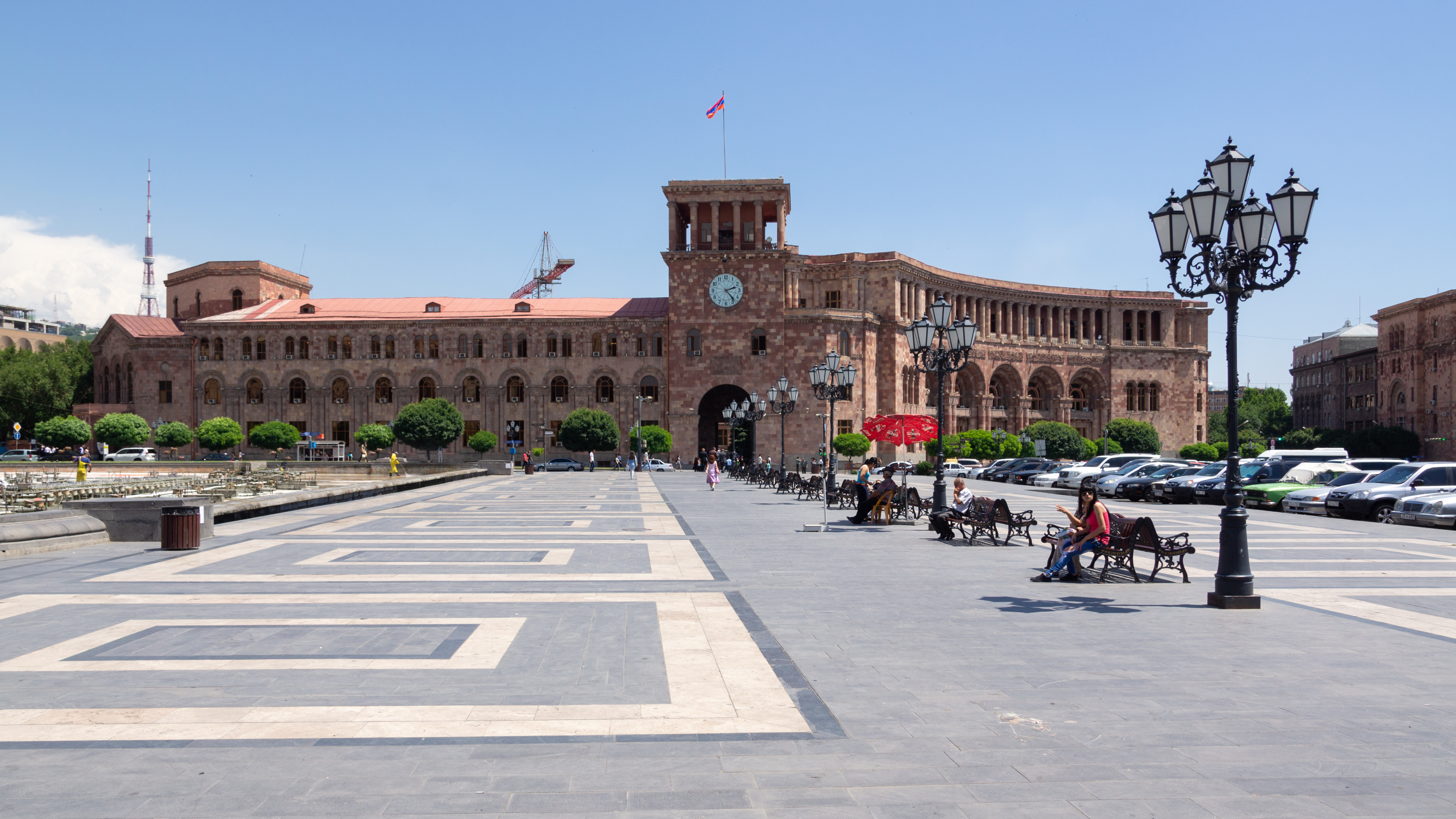
Piazza della Repubblica (Erevan), Palazzo del governo, anni 1930.

### Patrimoni dell'umanità
L'Armenia possiede alcuni siti che sono stati iscritti nella Lista dei patrimoni dell'umanità dell'UNESCO.

### Cinema
Il cinema in Armenia fu istituito il 16 aprile 1923, con la creazione del Comitato statale del cinema armeno tramite decreto governativo sovietico.
Tuttavia, il primo film armeno con soggetto armeno chiamato "Haykakan Sinema" venne prodotto all'inizio del 1912 al Cairo da Vahan Zartarian. Il film fu presentato in anteprima al Cairo il 13 marzo 1913.
Amerikatsi del regista Michael A. Goorjian è un film armeno entrato, nel 2023, nella Short-list dei nove candidati per l'Oscar al miglior film straniero, e in cui spicca anche la figura del'attrice armena Narine Grigoryan. Altro regista noto fu Henri Verneuil, autore,fra l'altro del film Quella strada chiamata paradiso (1992).
Nel marzo 1924, fu fondato a Erevan l'Armenfilm, il primo studio cinematografico armeno. Namus è stato il primo film muto armeno in bianco e nero, diretto da Hamo Beknazarian nel 1925, basato su un'opera teatrale di Alexander Shirvanzade.

### Musica contemporanea
Nel panorama musicale contemporaneo vanno citati il cantante André (nome d'arte di Andreï Hovnanyan), Charles Aznavour e il gruppo System of a Down, residente negli Stati Uniti d'America. I componenti sono tutti originari dell'Armenia, e discendono dai superstiti del genocidio subito dal loro popolo, di cui parlano in molte canzoni. Nonostante l'origine comune dei quattro membri del gruppo, solo il bassista Shavo Odadjian è nato in Armenia, il 22 aprile 1974 a Erevan. Si fanno notare per le numerose influenze stilistiche, ma anche per l'impegno sociale e politico. Insieme al chitarrista Tom Morello guidano l'organizzazione non profit Axis of Justice, che riunisce associazioni politiche, fans e musicisti di varia estrazione per difendere la giustizia sociale.
Dal 2006 la band non è stata più attiva e se ne è più volte vociferato lo scioglimento, ufficialmente non si è mai parlato di rottura ma solo di una pausa dei componenti pensata per dare sfogo ai loro progetti solisti. La band ha ripreso le attività con un tour estivo nel 2011. Nel panorama musicale jazz moderno è importante ricordare il pianista compositore armeno Tigran Hamasyan, il quale iniziando una carriera da giovanissimo (18 anni) ha partecipato a numerosi concorsi internazionali specie in Francia, vincendo numerosi premi come miglior nuovo talento, e rivelazione nel mondo jazzistico. Ha inoltre composto diversi album di proprie composizioni, chiaramente influenzate dalla musica folk armena, dal progressive e caratterizzate da un forte impulso ritmico, dall'uso della vocalità come elemento aggiuntivo ma determinante nella musica strumentale.
La musica del 900 annovera fra i massimi interpreti della vocalità contemporanea Catherine Anahid Berberian, più nota come Cathy Berberian (Attleboro, 4 giugno 1925 – Roma, 6 marzo 1983). Ella, figlia di emigranti armeni, fu mezzosoprano, compositrice e traduttrice statunitense. Dal 1950 al 1964 sposata con il compositore italiano Luciano Berio, Cathy Berberian fu figura di spicco della musica contemporanea a cavallo fra gli anni Sessanta e Settanta, insignita di prestigiosi premi, quali il Grammy Award nel 1972, 1973 e 1974 e il Grand Prix du Disque. Altra cantante nota è Susanna Petrosyan. E ancora tra il XX e il XXI secolo si è distinta la figura di Aram Asatryan e nel XXI secolo quella di Sirusho.
Un tipico strumento tradizionale musicale armeno è il Duduk, riconosciuto nel 2005 dall'UNESCO Patrimonio immateriale dell'umanità.

### Filosofia

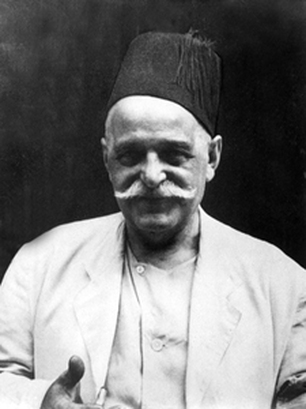
Georges Ivanovič Gurdjieff.

Tra il XIX e il XX secolo si distinse la figura del filosofo, mistico e esoterista armeno Georges Ivanovič Gurdjieff, che introdusse in Occidente un sistema chiamato Quarta Via.

### Scienza
Uno dei più noti scienziati armeni del XX secolo fu Viktor Amazaspovič Ambarcumjan, tra i pionieri dell'astrofisica teorica: il 18 settembre di ogni anno, in onore alla sua data di compleanno, si celebra in Armenia l'Astronomy Day.

### Armenia nello spazio
- 25 maggio 2022: viene lanciato ArmSat-1, il primo satellite armeno lanciato in orbita.[22]
- 1 dicembre 2023: viene lanciato Hayasat-1, primo satellite realizzato interamente in Armenia.

### Media
La televisione pubblica armena è ARMTV, fondata nel 1955.

### L'armenistica
Esiste una disciplina che si occupa proprio dello studio della storia, della lingua, della letteratura e dei vari aspetti della cultura del popolo armeno che viene detta appunto armenistica.

## Sport

### Giochi olimpici
La prima medaglia olimpica per l'Armenia è la medaglia d'oro vinta da Armen Nazarjan, nella lotta greco-romana, ai Giochi olimpici di Atlanta del 1996.

### Calcio
La Nazionale di calcio dell'Armenia è sorta dopo l'indipendenza dall'Unione Sovietica. Il suo primo incontro ufficiale venne giocato il 14 ottobre 1992 contro la Moldavia, finito a reti bianche. Il Campionato armeno di calcio è suddiviso in un campionato di massima divisione, la Bardsragujn chumb, e la Araǰin Xowmb.

### Scacchi
Gli scacchi sono materia obbligatoria alla scuola elementare. L'Armenia ha una grande tradizione nel campo degli scacchi. Tra tutti gli scacchisti si possono ricordare Tigran Vartani Petrosyan (dodicesimo campione del mondo di scacchi) e Lewon Aronyan, due volte campione nella Coppa del Mondo di scacchi, nel 2005 e nel 2017. La squadra nazionale armena ha conquistato l'oro nelle Olimpiadi degli scacchi del 2006, 2008, e 2012.

## Ordinamento dello Stato
L'Armenia è una repubblica parlamentare.
In passato, secondo la costituzione del 2005, l'Armenia era una repubblica semipresidenziale. Il presidente della repubblica era eletto direttamente dal popolo per un mandato quinquennale. Benché il presidente avesse forti poteri, il primo ministro doveva godere della fiducia del Parlamento. Il parlamento unicamerale è detto Azgayin Zhoghov (Assemblea nazionale).
A seguito dell'approvazione del referendum costituzionale del 2015, sono state introdotte alcune modifiche alla Costituzione dell'Armenia, con efficacia a partire dalle successive tornate elettorali del 2017 e 2018: l'ordinamento statuale è mutato dal sistema semipresidenziale al sistema parlamentare, con elezione parlamentare del presidente della Repubblica (che non deve appartenere ad alcun partito politico), il cui mandato è stato prolungato da 5 a 7 anni, e il numero dei seggi parlamentari è stato ridotto da 131 a 101.

### Rivendicazioni territoriali
L'Armenia rivendica storicamente dall'Azerbaigian il territorio della Naxçıvan. Nella regione del Nagorno Karabakh dal 1991 è costituita la repubblica armena di Artsakh, già denominata repubblica del Nagorno Karabakh. Non sono ufficiali le rivendicazioni nei confronti della Turchia, ma gran parte dell'Armenia storica è dal 1923 parte della repubblica turca. Anche per la Giavachezia, regione abitata prevalentemente da armeni nel sud della Georgia, non vi sono rivendicazioni ufficiali.

### Suddivisione amministrativa
L'Armenia è divisa in 11 province dette marzer (marz al singolare), una delle quali è la capitale nazionale:
1. Aragatsotn (Արագածոտնի մարզ) - capoluogo: Ashtarak (Աշտարակ)
2. Ararat (Արարատի մարզ) - capoluogo: Artašat (Արտաշատ)
3. Armavir (Արմավիրի մարզ) - capoluogo: Armavir (Արմավիր)
4. Gegharkunik (Գեղարքունիքի մարզ) - capoluogo: Gavar (Գավառ)
5. Kotayk' (Կոտայքի մարզ) - capoluogo: Hrazdan (Հրազդան)
6. Lori (Լոռի մարզ) - capoluogo: Vanadzor (Վանաձոր)
7. Shirak (Շիրակի մարզ) - capoluogo: Gyumri (Գյումրի)
8. Syunik' (Սյունիքի մարզ) - capoluogo: Kapan (Կապան)
9. Tavush (Տավուշի մարզ) - capoluogo: Ijevan (Իջևան)
10. Vayots Dzor (Վայոց Ձորի մարզ) - capoluogo: Yeghegnadzor (Եղեգնաձոր)
11. Erevan (Երևան) - capitale dello stato e città con status amministrativo speciale

Ogni provincia è guidata da un governatore (marzpet) nominato dal governo nazionale, salvo che a Erevan, dove la carica è riconosciuta al sindaco.
Inoltre, l'Armenia conta 48 città, 949 villaggi organizzati in 926 comunità (48 urbane e 866 rurali).

### Città principali
Le città principali sono Erevan (capitale), Gyumri e Vanadzor.
| 1  | Erevan       | Erevan      | 1 127 300 | 11 | Charentsavan | Kotayk      | 25 200 |
| 2  | Gyumri       | Shirak      | 145 900   | 12 | Sevan        | Gegharkunik | 23 500 |
| 3  | Vanadzor     | Lori        | 104 900   | 13 | Goris        | Syunik      | 23 100 |
| 4  | Vagharshapat | Armavir     | 57 800    | 14 | Masis        | Ararat      | 22 700 |
| 5  | Hrazdan      | Kotayk      | 53 700    | 15 | Ashtarak     | Aragatsotn  | 21 700 |
| 6  | Abovyan      | Kotayk      | 47 200    | 16 | Ararat       | Ararat      | 21 000 |
| 7  | Kapan        | Syunik      | 45 500    | 17 | Ijevan       | Tavush      | 20 700 |
| 8  | Armavir      | Armavir     | 34 000    | 18 | Artik        | Shirak      | 17 400 |
| 9  | Gavar        | Gegharkunik | 25 700    | 19 | Sisian       | Syunik      | 16 800 |
| 10 | Artašat      | Ararat      | 25 600    | 20 | Alaverdi     | Lori        | 16 400 |

### Istituzioni

#### Ordinamento scolastico

##### Università
Tra le università armene ricordiamo la principale, l'Università Statale di Erevan, fondata il 16 maggio 1919, l'Università Politecnica di Yerevan, l'importante Università di Medicina, frequentata da numerosi cittadini stranieri soprattutto indiani e iraniani e l'Università di Lingue Straniere "Valerij Brusov".

## Politica

### Politica interna
Il popolo armeno votò a favore dell'indipendenza con un referendum tenutosi nel settembre 1991.
Lewon Ter-Petrosyan, del Movimento nazionale panarmeno (Hayots Hamazgain Sharzhum, HHS), fu presidente della neonata repubblica (rieletto nel 1996) fino al gennaio 1998, anno in cui fu costretto a dimettersi a causa di una serie di proteste pubbliche contro la sua politica autoritaria e per il suo atteggiamento sulla questione del Karabagh. Fu sostituito dal primo ministro ultranazionalista Ṙobert K'očaryan (nato in Karabagh e già leader di quella regione), eletto il 30 marzo 1998 con il 59,5% dei voti contro il candidato post-comunista Karen Demirchyan (HZK).
Tuttavia, alle elezioni parlamentari dell'aprile 1999, gli oppositori Demirchyan (HZK) e Vazgen Sargsyan (HHK) coalizzati vinsero e ottennero le cariche di presidente dell'assemblea e di primo ministro. Il 27 ottobre 1999, l'assassinio del primo ministro V. Sargsyan, di K. Demirchyan e di altri politici causò un periodo di instabilità dal quale l'Armenia uscì il 5 marzo 2003 grazie alla rielezione al secondo turno di Ṙobert K'očaryan con il 67,5% dei voti (primo turno 48,3%: terzo candidato Artashes Geghamyan - AM) contro il candidato post comunista Stepan Demirchyan (figlio del precedente), e forte dell'appoggio di una coalizione parlamentare. Le elezioni legislative del 25 maggio 2003 videro infatti la vittoria della coalizione pro-K'očaryan (HHK 23,5% dei voti e 31 seggi; HHD 11,4% voti; OE 19 seggi).
Fino al 2007 l'Assemblea Nazionale è stata controllata da una coalizione tripartitica formata dal Partito Repubblicano d'Armenia (HHK) , dalla Federazione Rivoluzionaria Armena (HHD o Dashnak) e del partito centrista "Stato di diritto" (OE). L'opposizione era invece formata da numerosi piccoli partiti riuniti nel "Blocco della Giustizia". Le elezioni legislative del 12 maggio 2007 videro l'HHK ottenere il 33,9% dei voti e 64 seggi e altri due partiti alleati un ulteriore 35% (BHK: 15,1% e 24; HHD: 13,6% e 16); anche due partiti di opposizione entrarono in Parlamento: "Stato di diritto" (OE: 7% e 9) e "Patrimonio" (Z: 5,8% e 7).
Il 19 febbraio 2008 è stato eletto presidente il primo ministro Serž Sargsyan (HHK), con il 52,82% dei voti al primo turno contro Lewon Ter-Petrosyan (terzo Artur Baghdasaryan - OE); primo ministro è diventato al suo posto Tigran Sargsyan.
Il governo di K'očaryan dichiarava apertamente di puntare alla creazione di un Parlamento di stile occidentale, libero e democratico. Tuttavia, gli osservatori internazionali sono spesso critici in merito alla legalità della vita politica armena per quel che riguarda le elezioni parlamentari, quelle presidenziali e i referendum costituzionali tenutisi a partire dal 1995; si segnalano infatti brogli elettorali, mancanza di cooperazione da parte della Commissione Elettorale, scarsi controlli di liste e cabine elettorali. Nonostante ciò, l'Armenia è considerata una delle nazioni più democratiche della CSI.
Il 23 aprile 2018 il già due volte primo ministro Serž Sargsyan è stato costretto a rassegnare le proprie dimissioni a seguito di accese proteste. L'8 maggio dello stesso anno, il leader dell'opposizione e principale ideatore delle proteste, Nikol Pashinyan, è stato nominato primo ministro con l'appoggio di tutti i partiti di opposizione.

### Politica estera
L'Armenia, un paese piccolo, montuoso e senza accesso al mare, oltre che cristiano, gode dei vantaggi connessi all'esistenza di una numerosa diaspora, soprattutto in Francia e negli Stati Uniti. Cura inoltre buone relazioni con la confinante Georgia (anch'essa cristiana), da cui dipende per l'accesso al mare.
L'Armenia ha relazioni molto difficili con la Turchia, per la questione del genocidio armeno (1905-1915) negato da quest'ultima, e con l'Azerbaigian, per la questione del Karabagh, regione a popolazione armena (1988-1993), e del Naxçıvan. Anche in funzione anti-turca, l'Armenia ha avuto storicamente ed ha buone relazioni con la Russia (di cui ospita una base militare a Gyumri) e con l'Iran, altro paese della diaspora (a cui è connessa da un gasdotto).
Ultimamente, l'Armenia si è impegnata nell'integrazione con le istituzioni europee, aderendo al programma Partnership for Peace della NATO e al Consiglio d'Europa. Nell'ottobre 2014 è entrata a far parte dell'Unione economica eurasiatica.

## Economia
Il settore primario occupa il 40% della popolazione. Si coltivano principalmente frumento, orzo, mais, patate, tabacco, ortaggi, vite e frutta. Il latte di pecora dà il famoso motal. L'Armenia è comunque costretta a importare grandi quantità di generi alimentari perché la produzione locale non è in grado di soddisfare il fabbisogno del paese. Importante è anche l'estrazione di oro, rame, zinco, ferro, argento e gas naturale.
L'Armenia è un paese altamente industrializzato. Il settore industriale è quello che conta in assoluto più addetti al lavoro. Hanno una particolare importanza le industrie di genere alimentare, cartaria, meccanica, elettrica, tessile, chimica, della gomma, del cemento e del tabacco. Il settore industriale ha sofferto gravemente a causa del blocco economico imposto dall'Azerbaigian nel 1991. Nel 1994 il paese annunciò quindi la decisione di ripristinare gli impianti di Mdedzamor, la sola stazione nucleare nella regione transcaucasica, chiusi in seguito al terremoto dell'88, per compensare la diminuita disponibilità di energia. La valuta dell'Armenia è il dram.
Molto redditizio è il turismo montano.

### Infrastrutture
Per quanto riguarda i trasporti, l'Armenia è attraversata da linee ferroviarie che la collegano con Tbilisi (Georgia), Baku (Azerbaigian) e Kars (Turchia). I collegamenti con l'Azerbaigian e la Turchia sono, tuttavia, interrotti per la chiusura delle frontiere tra i paesi conseguente alla guerra del Nagorno Karabakh. Sono invece attivi i collegamenti stradali e ferroviari (tratta Gyumri-Tbilisi della ferrovia Kars-Gyumri-Tbilisi) con la Georgia. Il principale aeroporto è l'aeroporto di Erevan, seguito dall'aeroporto di Gyumri.

## Gastronomia
La cucina armena è considerata la più antica tra le cucine della zona mediterranea e del medio-oriente, e si basa in particolare sui prodotti provenienti dall'attività della pastorizia.

## Commemorazioni e festività nazionali
| Data         | Nome                                       | Significato                                             |
| ------------ | ------------------------------------------ | ------------------------------------------------------- |
| 24 aprile    | Giorno del Ricordo per il genocidio armeno | Commemora il Genocidio armeno, nel 1915                 |
| 28 maggio    | Giorno della Repubblica                    | Celebra la Prima Repubblica di Armenia, nel 1918        |
| 5 luglio     | Giorno della Costituzione                  | Celebra la Costituzione dell'Armenia, adottata nel 1995 |
| 21 settembre | Giorno dell'indipendenza dell'Armenia      | Celebra l'indipendenza dell'Armenia dall'URSS, nel 1991 |